# Szahdad Bazar
Szahdad Bazar (perski: شهدادبازار) – wieś w Iranie, w ostanie Sistan i Beludżystan. W 2006 roku miejscowość liczyła 188 osób w 43 rodzinach.